# Faik Konica
Faik Konica bég, albánul Faik Bej Konica, angolosan Faik Konitza (Konica, 1875. március 15. – Washington, 1942. december 15.) amerikai albán lapkiadó, publicista, diplomata, irodalomkritikus, író.
Noha tizenöt éves kora után csak átmenetileg és rövid időkre tartózkodott szülőhazájában, az emigrációból is a 20. század első negyedének egyik legnagyobb hatású albán lapszerkesztője és publicistája volt. Az 1897 és 1909 között kiadott kétnyelvű kéthetilapja, az Albania egyfelől megismertette a nyugati világgal az albán kultúrát és politikai törekvéseket, másfelől rendszeres publikálási fórumot biztosított a századforduló albán irodalmárjainak. 1909-től az amerikai albánság meghatározó lapja, a Dielli (’A Nap’) szerkesztője, 1912-ben Fan Nolival együtt a későbbi évtizedekben befolyásos emigráns szervezetté váló Vatra Szövetség alapító tagja, 1921-től elnöke volt. 1914-ben, majd 1926-tól 1939-ig Albánia washingtoni főkonzuljaként, illetve nagyköveteként teljesített diplomáciai szolgálatot.
Politikai publicisztikájában a nyugati típusú liberális demokrácia meghonosítására törekedett, élesen, gyakran maró gúnnyal bírálta a feudális viszonyok megmerevedésében érdekelt albán politikai elit, különösen Amet Zogu politikáját. Publicisztikájában nagyköveti kinevezése idején fordulat állt be, a közrend és a nyugodt fejlődés biztosítékát látta és láttatta Zoguban.

## Életútja
Tehetős epiruszi muszlim család sarja, Mehmet Konica (1881–1948) politikus és diplomata bátyja volt. Alapiskoláit szülővárosa egyik török tannyelvű iskolájában végezte el, majd a shkodrai jezsuiták xaveriánus kollégiumának diákja volt. Ennek elvégzését követően a konstantinápolyi francia tannyelvű Galataszeráji Birodalmi Oszmán Líceumba íratták be. Miután a francia nyelvet elsajátította, 1890-ben, tizenöt éves korában szülei Franciaországba küldték. Előbb Lisieux-ben, majd 1892-től Carcassonne-ban volt középiskolai diák. Később a Dijoni Egyetemre iratkozott be, diplomáját 1895-ben szerezte meg újlatin filológiából.
Dijonból Párizsba költözött, ahol az elkövetkező két évben a Collège de France-ban képezte tovább magát, középkori francia, latin és ógörög filológiát hallgatott. 1897-ben Brüsszelbe költözött, ahol – a Monarchia külügyminisztériumának anyagi támogatásával – megalapította albán és francia nyelven kiadott, Albania című politikai-kulturális kéthetilapját, mely a századforduló egyik legfontosabb albán sajtótermékévé vált. 1902-től 1909 Londonban élt, lapját is ott szerkesztette. Barátságot kötött Guillaume Apollinaire francia költővel, akivel 1903–1904-ben lakótársak is voltak.
1909 őszén az Amerikai Egyesült Államokba, Bostonba emigrált, és Fan Nolitól átvette a Besa-Besën társaság lapja, a Dielli (’A Nap’) szerkesztését. 1912. április 28-án Nolival együtt megalakította az amerikai albánok politikai és közművelődési társaságát, a Vatra Szövetséget, amelynek Konica első főtitkára, a Dielli pedig hivatalos lapja lett. Időközben, 1911-ben Konica a kérészéletű, három számot megért Saint Louis-i, Trumbeta e Krujës (’Krujai Harsona’) című kéthetilapot is szerkesztette. 1912-ben szerezte meg irodalomtudományi diplomáját a Harvard Egyetemen.
1912-ben a Vatra megbízásából Fan Nolival együtt Londonba utazott, hogy a novemberben függetlenségét kikiáltó Albánia érdekeit képviselje az európai nagyhatalmak nagyköveti konferenciáján. Konica hevesen ellenezte, hogy a fiatal Albánia Görögország javára lemondjon dél-epiruszi területekről, köztük szülővárosáról, emellett támogatta egy keresztény albán fejedelem trónra lépését. Eleinte az Osztrák–Magyar Monarchia képviselőibe helyezte bizalmát, remélve, hogy támogatják az albán érdekeket, de idővel csalódottan vette tudomásul, hogy a Monarchia csak az északi albán területeket tekinti érdekszférájának. Konica az 1913. márciusi trieszti pánalbán kongresszus egyik szervezője volt, amelynek munkáját elnökként is irányította.
1913 szeptemberében hazalátogatott albán földre, de lesújtotta az országban tapasztalt elmaradottság, az Albániát uraló politikai káosz. Miután összekülönbözött az első nemzeti kormány vezetőjével, Ismail Qemalival, Konica Durrësba utazott, ahol tanácsaival segítette a szakadár Esat Toptanit és támogatta a Közép-albániai Köztársaság kikiáltását. 1914 végén rövid ideig Toptani megbízásából Albánia washingtoni főkonzulja is volt. Ezt követően Ausztriába ment, ahol előbb Bécsben, majd Feldkirchben, végül Badenben telepedett le. Csakhamar az osztrák rendőrség látókörébe került mint olasz ügynök (úgy sejtették, hogy olasz minisztériumi támogatásokból él), és szoros rendőri felügyelet alatt tartották. Konica tiltakozásul elhagyta az országot, és csatlakozott a svájci, lausanne-i emigrációban élő Mehdi és Midhat Frashërihez. 1916 márciusa már Szófiában találta, ahol Dervish Himával együtt dolgozott a helyi albán diaszpóra politikai szervezeteiben, majd júliusban visszatért Badenbe. Bár August Kral és Alfred Rappaport igyekeztek megakadályozni hatósági vegzálását, végül Konica mégis inkább Olaszországban telepedett le. Később felkérést kapott arra, hogy Albánia római nagykövete legyen, de a megtiszteltetést elhárította.
1921 júliusában visszaköltözött az Amerikai Egyesült Államokba. Megválasztották a Vatra Szövetség elnökének, egyúttal folytatta a Dielli szerkesztését, amelyben saját politikai tárcarovatot nyitott Shtylla e Konitzës (’Konica kolumnája’) címen. Publicisztikáiban élesen támadta a meglátása szerint a feudális viszonyok restaurálásán dolgozó Amet Zogu politikai törekvéseit, és támogatta a Fan Noli vezette ellenzéket. 1922-ben Korçában elindította a Shqiptari i Amerikës (’Az Amerikai Albán’) című lapot, amely a Zogu-párt engesztelhetetlen kritikusa lett a belföldi sajtóban. Tiltakozása ellenére Zogu 1924-ben bezáratta a Vatra Szövetség tiranai irodáját, és betiltatta Konica korçai lapját. Az 1924 januárjában megalakult albán nemzetgyűlés képviselője lett, de az őt ért atrocitások miatt március közepén lemondott mandátumáról.
1926 nyarán Amet Zogu köztársasági elnök Albánia washingtoni nagykövetévé nevezte ki. Albánia olasz annexióját követően, 1939. június 24-én a kollaboráns albán kormány bezáratta amerikai külképviseleteit, így Konica diplomáciai megbízatása is megszűnt. A következő években az albán politikai emigráció egységfrontba tömörülését pártolta. 1942 nyarán Konica és Noli már a szintén emigrációba kényszerült I. Zoguval egyeztetett egy emigráns albán kormány létrehozásáról Egységfront néven.
A szervezés azonban elhúzódott, Konica pedig még az év december 15-én Washingtonban elhunyt, halálát agyvérzés okozta. Temetésére december 20-án került sor a bostoni Forest Hills temetőben. Utolsó útjára százak kísérték el, búcsúztató beszédet Fan Noli tartott a sírja felett. Az amerikai kormány már ekkor ígéretet tett rá, hogy a világháború végeztével semmilyen akadályt nem fog az elé gördíteni, hogy Konica végső nyughelye albán földben legyen. Végül hamvait az 1991-es albán rendszerváltást követően szállították haza és temették el Tiranában.

## Munkássága

### AzAlbania

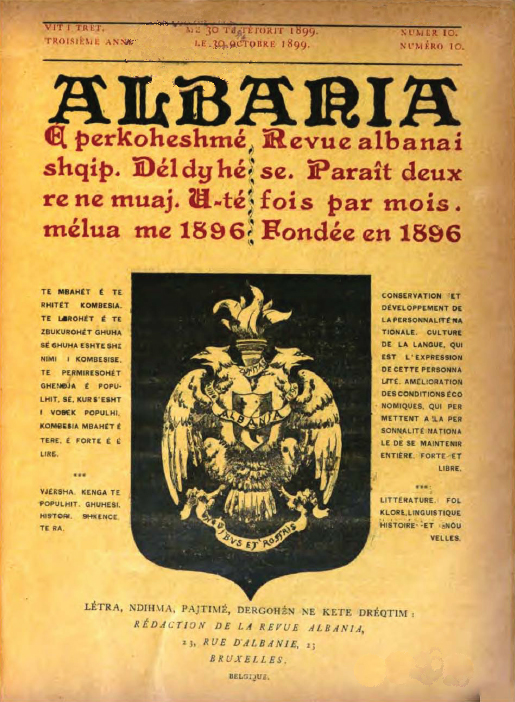
Az Albania egy 1899-es számának címlapja.(Bár a címlapon 1896 olvasható az alapítás éveként, a lap első száma valójában 1897. március 25-én jelent meg)

Thrank Spirobeg álnéven szerkesztett kulturális-politikai kéthetilapja, az albán és francia (ritkán olasz) nyelven 1897 és 1909 között megjelenő Albania jelentősége nem csak abban állt, hogy megismertette a nyugati világgal az albán kultúrát, nyelvet, irodalmat, népköltészetet, művészetet, történelmet, vallási életet és az albánok politikai törekvéseit, hanem rendszeres fóruma volt a századforduló albán irodalmárjainak is, akik Konica lapjában jelentethették meg költői vagy prózai műveiket, ismeretterjesztő cikkeiket (Filip Shiroka, Anton Xanoni, Ndoc Nikaj, Andon Zako Çajupi, Gjergj Fishta, Shtjefën Gjeçovi és mások). Sajtótörténeti értékelések szerint az Albania a második világháború előtti korszak legjelentősebb albán folyóirata volt.
Az Albania sajátos hozzájárulása az albán nemzeti identitáshoz, hogy első lapszámától kezdve borítóján népszerűsítette a 15. században az albán népet szabaddá tevő Kasztrióta György fejedelmi jelképét, a kétfejű sast, amely a 20. századra kikopott a közemlékezetből, de a függetlenség elnyerésével, 1912-ben Albánia zászlaja lett.

### Politikai publicisztikája
Robert Elsie értékelése szerint Konica a 19–20. századok fordulójának legbefolyásosabb és leghaladóbb szemléletű albán publicistái közé tartozott. A Franciaországban töltött hét év meghatározó jelentőségű volt számára, a liberális demokrácia évszázados hagyományai, a nyugati politikai gondolkodás, a Dreyfus-ügy kapcsán szabadon kibontakozó sajtópolémia mind nagy hatást gyakoroltak rá. Az amerikai évek csak megszilárdították politikai nézeteit, amelyek Konicát korának egyik legfelvilágosultabb albán politikai gondolkodójává avatták. Mindehhez hozzájárult széles körű tájékozottsága, anyanyelvén kívül beszélt törökül, franciául, olaszul, németül és angolul.
Már franciaországi éveiben (1890–1897) írt újságcikkeket anyanyelvéről, szülőföldje történelméről és az albánok politikai helyzetéről. Politikai publicisztikáiban az etnikai alapú albán egység szószólója volt, ezt a nemzetté válás és a kibontakozás elengedhetetlen feltételének tekintette. Ugyanakkor eleinte az Oszmán Birodalmon belüli autonómiaterveket támogatta, nem hitt abban, hogy nemzete politikailag és gazdaságilag érett az önálló államiságra. Az albán államiság 1912-es elnyerését követően szenvedélyesen érvelt amellett, hogy a felemelkedéshez vezető út a nyugati típusú parlamentáris demokrácia bevezetése. 1915. november 2-án itt adta ki L’Allemagne et L’Albania (’Németország és Albánia’) című politikai röpiratát, amelyben Németország balkáni politikáját ostorozta. Az 1920-as évek elejétől írásaiban, szerkesztői beköszöntőiben gyakran maró gúnnyal és megalkuvást nem ismerve ostorozta Albánia politikai elitjét, azzal vádolva honfitársait, hogy a régi rendet képviselik, a feudális viszonyok rögzítésében, és nem a közjólét megteremtésében érdekeltek. Különösen élesen kelt ki a hatalmát építő Amet Zogu ellen, saját szavaival háborút hirdetett az Albániát belülről rohasztó elemekkel, Zoguval és klikkjével szemben. 1924-ben aztán a júniusi forradalommal hatalomra került Fan Noli politikai tevékenykedését is elégedetlenül szemlélte. Bár elismerte néhány politikai eredményét és koncepciójának legitimitását, de kormányképtelennek és felelőtlennek nevezte, ami később ideiglenesen el is mérgesítette viszonyukat.
1925 körül fordulat állt be publicisztikájának politikai tónusaiban. Kiállt a hatalmát visszaszerző és erős elnöki rendszert kiépítő Zogu politikája mellett, a kemény kezű kormányzásban a béke és a rend biztosítékát látta. Jóllehet, az évek előrehaladtával egyre nagyobb aggodalommal figyelte Albánia kiszolgáltatottságát a fasiszta Olaszországnak, aminek hangot is adott. Egy 1939-es írásában azt vallotta, hogy Zogut mindig is kiszámíthatatlan politikai kalandornak tartotta, de publicisztikájával és hazája washingtoni nagyköveteként is Albánia haladását, nem pedig Zogut szolgálta.
Publicisztikai tevékenységének hangsúlyos vonulatát adták irodalomkritikai és nyelvművelői írásai. Arra ösztönözte kora albán irodalmárjait, hogy szakítsák ki magukat a Naim Frashëri nevével fémjelzett, dohos hazafias és romantikus költészet bűvköréből, és kövessék a nyugati líra, például Baudelaire, Verlaine vagy Apollinaire versformáit és költői gondolatait. Bár sok tekintetben idejétmúltnak tekintette, népe irodalmi tradícióit nem vetette meg, az albán literátusokat a régi irodalmi szövegek gondozására és újrakiadására ösztönözte. Az elsők között vetette fel az irodalmi albán nyelv kidolgozásának szükségességét Për themelimin e një gjuhës letrarishte shqip (’Az albán irodalmi nyelv alapjainak kidolgozásáról’) című írásában, azt javasolva, hogy az albán nyelv déli toszk és északi geg dialektusát ötvözve teremtsék meg a nemzeti nyelvet. Népnyelvi szavak felhasználásával ő maga is számos új szót vezetett be az albán nyelvbe.
Összegyűjtött publicisztikáit halála után, 1957-ben Bostonban adta ki Qerim Panarity Albania, the rock garden of southeastern Europe and other essays (’Albánia, Délkelet-Európa sziklakertje és más esszék’) címen.

### Szépírói munkássága
Publicisztikai stílusával, kifinomult nyelvezetével is hatott kora albán irodalmára, de szépírói kísérletei is ismertek. Első prózazsengéi Visar Dodani 1898-as albán szépirodalmi antológiájában jelentek meg. Legjelentősebb munkáját 1924-ben kezdte folytatásokban közreadni Dr. Gjëlpëra zbulon rënjët e dramës së Mamurrasit (’Gombostű doktor megleli a mamurrasi dráma nyitját’) címen. Aktuálpolitikai szatirikus kisregényében a Mamurrasnál 1924. április 6-án történt kettősgyilkosság és az azt követő politikai események kapcsán figurázta ki az albán társadalmat és karikírozta ki tipikus szereplőit. Nagyköveti kinevezését követően azonban a kisregény írását félbehagyta. Ugyancsak 1924-ben fordította le albánra és jelentette meg Az Ezeregyéjszaka meséinek néhány darabját Në hijen e hurmave (’Datolyafák árnyékában’) címmel.

### Főbb művei
- Essai sur les langues naturelles et les langues artificielles (’Tanulmány a természetes és a mesterséges nyelvekről’). Bruxelles: Librairie Kiessling. 1904.
- L’Allemagne et l'Albanie: Lettre ouverte a M. le Professeur Dr. Hans Delbrück (’Németország és Albánia: Nyílt levél dr. Hans Delbrück professzor úrnak’). Lausanne: Impremerie Vaudoise. 1915.
- Në hijen e hurmave: Pralla t’ Arabisë (’Datolyafák árnyékában: Arábiai mesék’). Përkth. Faik Konica. Boston: (kiadó nélkül). 1924.
- Vepra e zgjedhur (’Összegyűjtött művek’). Tiranë: Shtëpia Botuese “Naim Frashëri”. [1998].  ISBN 9992738006
- Selected correspondence (’Válogatott levelezés’). Ed. by Bejtullah Destani. London: Centre for Albanian Studies. 2000.  ISBN 1-873928-18-1
- Shkrime nga “Albania” (1897–1909) (’Írások az Albaniából [1897–1909]’). Përgatiti Efthim Dodona. Prishtinë: Shtëpia Botuese Faik Konica. 2013.

## Emlékezete
A 20. század második felében, Albán Szocialista Népköztársaság irodalom- és sajtótörténeti, de köztörténeti összefoglalásaiból Faik Konica neve rendre kimaradt, neve tabunak számított. Politikai és művészi elgondolásai nem voltak összeegyeztethetőek a szocialista realizmus eszményekkel, ahogy az sem volt megbocsátható, hogy I. Zogut nagykövetként szolgálta, és emigrációjában is támogatta. Egy 1990. márciusi interjújában az író Ismail Kadare sürgette mások mellett Konica rehabilitálását.
Jup Kastrati 1995-ben New Yorkban adott ki monográfiát Faik Konica életéről és munkásságáról.